# Gangnam Style
A Gangnam Style (koreaiul: 강남 스타일 Kangnam szuthail) a dél-koreai énekes-rapper Psy dala, mely a Psy 6甲 Part 1 című hatodik albumán jelent meg 2012. július 15-én. A dal internetes mémmé vált, miután több neves brit, illetve amerikai zenész, köztük Robbie Williams és T-Pain is közzétették a videóját a közösségi oldalakon.
A dal minden idők legnézettebb K-pop-videójává vált 49 nappal a bemutatása után, és első helyre került a YouTube legnézettebb videóinak listáján. Augusztus 31-ig mintegy 57 000-szer töltötték le az Egyesült Államokban, egy hét alatt mintegy 23 000 letöltéssel, ami a Nielsen SoundScan szerint a World Digital Songs listán minden idők legnagyobb eladási adata. 2012. szeptember 4-én a videóklip nézettsége átlépte a 100 milliós, két héttel később pedig a 200 milliós határt a YouTube-on. Szeptember 20-án a videó hivatalosan Guinness-rekorder lett, mint a YouTube történelmének legkedveltebb videója, miután addigra több mint kétmillióan nyomták meg rajta a tetszik gombot. A dal harmincegy országban vezette az iTunes Store letöltőlistáját, beleértve az Egyesült Államokat, az Egyesült Királyságot, Kanadát és Magyarországot is. November 23-án a Gangnam Style minden idők legtöbbször megtekintett videója lett a YouTube-on 805 millió megtekintéssel, maga mögé utasítva Justin Bieber Baby című dalát. 2014. május 31-én a videóklip átlépte a kétmilliárdos nézettségi határt. A YouTube műszaki háttere nem volt felkészülve a kb. 2,1 milliárdot meghaladó nézettségre, így a szoftvert is módosítaniuk kellett.
Az „addiktívnak”, „ellenállhatatlannak”, „elképesztőnek”, mások által pedig „sematikusnak” és ostobaságnak nevezett videó valójában szatíra, a szöuli gazdag negyed, Kangnam paródiája.

## Háttere

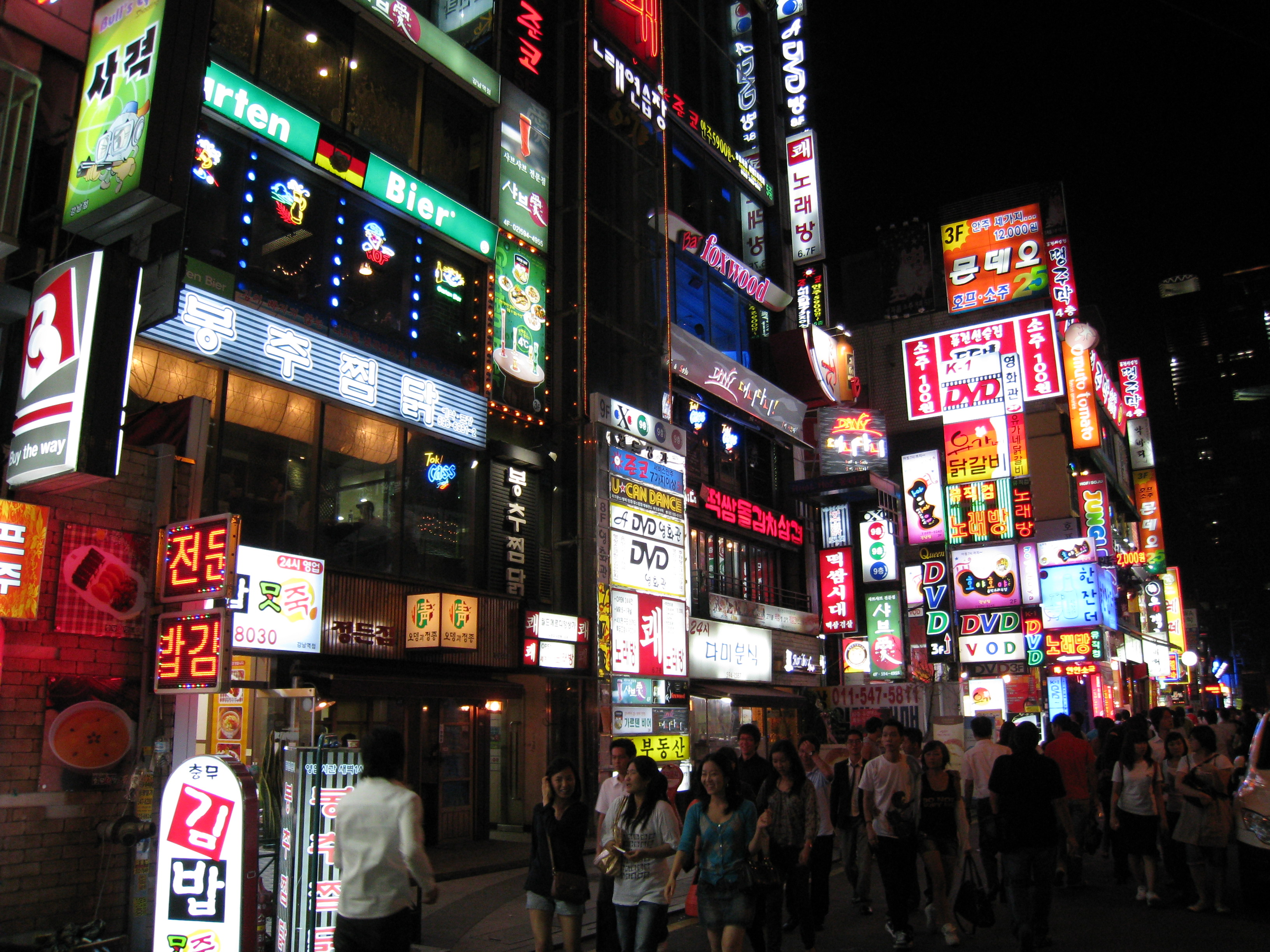
Kangnam

A Gangnam Style Szöul felkapott Kangnam negyedének életmódjáról szól, a negyedet Psy Beverly Hillshez hasonlította egy interjúban. A dalszöveg szerint Psy a tökéletes barátnőt keresi, aki tudja, mikor kell jól viselkedni és mikor kell vadnak és felszabadultnak lenni. A dal és a videó kontrasztját, egyfajta „csavarját” az adja, hogy bár a videóban megjelenő figura a trendi és gazdag Kangnamról énekel és az ottani életvitelhez hasonlítja a sajátját, egyáltalán nem úgy néz ki, és nem is úgy viselkedik. A dal az emberi társadalom sekélyességéről, felszínes voltáról szól.
A dal hátterében egy társadalmi jelenség húzódik meg: Dél-Koreában az 1990-es évek óta hitelből élnek az emberek, sokan a kangnami „álomélet” reményében számos hitelkártyát tartanak fenn a látszat kedvéért. A dalban a kávéivásra történő utalás is ehhez kapcsolódik, Koreában a látszatra nagyon adó, a napi szükségletekre alig költő, de luxuscikkekre bármennyit áldozni hajlandó nők elnevezése töndzsangnjo (된장녀). Ezek a nők akár hitelt is képesek felvenni, hogy drága kávéházakba járhassanak (Dél-Koreában a külföldi kávéházláncok, mint például a Starbucks termékei rendkívül drágák, egy csésze kávé 5000 vonba (kb. 1000 forintba) is kerülhet.).
A népszerűvé vált refrén, az oppan Kangnam szuthail (오빤 강남 스타일) jelentése szó szerint „a te oppád olyan, mint Kangnam”, azaz gazdag és trendi. Az oppa koreaiul a nő bátyjának megszólítása, a lányok így szólítják az idősebb fiú családtagokat és ismerősöket is, de a szerelmük kedveskedő megnevezése is ez. A lány rajongók így szólítják a kedvenc előadójukat is.
A dalszöveget Psy írta, a zenét Ju Gonhjonggal közösen szerezte.

## A videóklip

Psy a Gangnam Style videóklipjében

A dal videóklipjét Kangnamban forgatták, különféle helyszíneken, melyek között szerepel egy lóistálló, egy szauna, egy közfürdő és egy vidámpark is. Psy ezeken a helyszíneken adja elő a „lovaglótáncot”, többek között például egy szabadtéri jógaedzésen, egy turistabuszon, egy motorcsónakon és egy gyalogosátkelő kellős közepén. A koreaiak számára a klip egyértelmű üzenet, mivel Kangnam a felkapott gazdag negyed, az ebbe a környezetbe egyáltalán nem illő Psy pedig állandóan azt énekli, hogy mennyire kangnami a stílusa, ezzel gyakorlatilag kifigurázza ezt az életstílust. Zenekritikusok szerint a koreai viszonyokat nem ismerő külföldiek számára a videó vicces és furcsa volta lehetett vonzó, illetve az, hogy a idolegyüttesek tömegében a videó frissnek hatott.
A videóban számos koreai híresség is szerepel, Psy fő táncpartnernője HyunA a 4Minute együttesből, a kirívó sárga öltönyben táncoló férfi Ju Dzseszok, Dél-Korea legkedveltebb televíziós műsorvezetője, a liftes jelenetben pedig No Hongcshol komikus látható, aki védjeggyé vált csípőmozgásával különösen felkeltette a nézők érdeklődését. A klip elején táncoló kisfiú az ötéves Hvang Minu, akit Psy a Korea's Got Talent tehetségkutató műsorban látott meg a klip forgatásának előestéjén, és annyira megtetszett neki a kisfiú Michael Jackson-tánca, hogy felkérte, szerepeljen a Gangnam Style-ban. A videóban feltűnik a Big Bang együttes két tagja, Daesung és Seungri is, akik a háttérben sakkozó, majd „felrobbantott” öregeket alakítják.
A videóklip második verzióját Oppa is Just My Style (오빤 딱 내 스타일, Oppan ttak ne szuthail) címmel jelentette meg a YG Entertainment 2012. augusztus 14-én. A dalban HyunA, a 4Minute együttes tagja is énekel, az eredeti videóklipben is ő szerepelt. Ez a változat a női főszereplő szempontját mutatja be.

## Fellépések

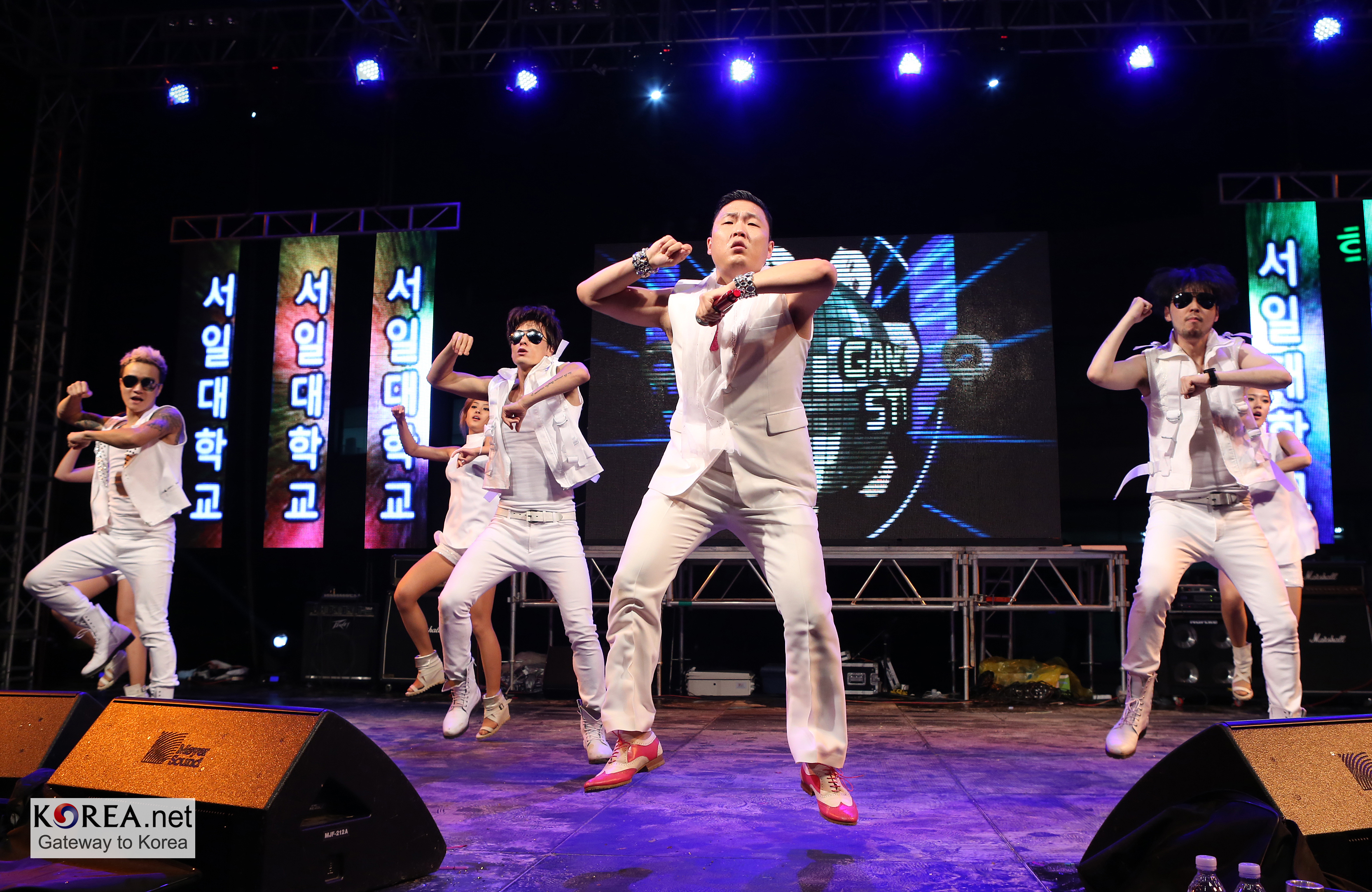
Psy a Gangnam Style előadása közben egy szöuli fellépésen

2012. augusztus 20-án Psy a Dodgers–Giants baseballmeccs szünetében előadta a hírhedtté vált lovaglótáncot a Dodger Stadiumban, 50 000 néző előtt. A Dodgers a honlapján is közzétette a videót, Psy Dance Cam címmel. Augusztus 22-én Psy részt vett a VH1 Big Morning Buzz Live-műsorában.
Szeptember 6-án Psy meglepetés-vendégként megjelent az MTV Video Music Awards színpadán, és Kevin Hart társaságában bemutatta a Gangnam Style-lovaglótáncot. Szeptember 10-én meghívták a The Ellen DeGeneres Show-ba, ahol a műsorvezető Ellen DeGeneresnek és Britney Spearsnek tanította meg a lovaglótáncot. Szeptember 14-én az NBC Today című műsorban adta elő a Gangnam Style-t. Szeptember 15-én a Saturday Night Live műsorban Bobby Moynihan parodizálta Psy-t és a dalt, az előadás közben Psy maga is megjelent.

## Fogadtatása
Psy úgy nyilatkozott, hogy a klipet eredetileg a koreai közönségnek szánta, így nem volt felkészülve a nemzetközi elismertségre. A dal 2012. július 15-én jelent meg a YG Entertainment kiadásában. Augusztus 17-én első helyen végzett a KBS csatorna Music Bank című toplistáján. Eközben a K-pop-rajongók elkezdték megosztani a videót a közösségi oldalakon, aminek következtében július 28-án felfigyelt rá Robbie Williams. Ezt követően T-Pain is megosztotta Twitteren, majd a Gawker az év legjobb videóklipjének nevezte. Más hírességek is a hatása alá kerültek, beleértve Katy Perryt, az LMFAO-t, Britney Spearst és Tom Cruise-t. A dal a Die Welt szerint „futótűzként” kezdett terjedni az interneten, a Canadian Broadcasting Corporation megfogalmazása szerint pedig „milliók váltak a rabjává”. Augusztusban első lett a Billboard Social 50 listáján, majd szeptember 15-én az első K-pop-dal lett, amelyiknek sikerült az iTunes Store slágerlistájának első helyére kerülnie. Két nappal később a klipet jelölték az MTV Europe Music Awards legjobb videóklipnek járó díjára.
A videóklip népszerűségének köszönhetően Psy híresség lett nem csak Amerikában, de világszerte, tudósított róla többek között a BBC, a The Los Angeles Times, a The Wall Street Journal, a Financial Times, a francia Libération és a német Die Welt is. Melissa Locker a Time-tól úgy vélte, nehéz a videó nézését abbahagyni, Shanon Cook a CNN-től pedig bevallottan több mint tizenötször nézte meg egymás után.
Bár a videót nagyrészt pozitívan fogadta a közönség, egyes kritikák szerint a Gangnam Style „buggyant”, illetve túlságosan „közönséges”. A Sydney Morning Herald szerint a videó teljesen értelmezhetetlen a nyugati néző számára és „azon kezd el gondolkodni az ember, hogy nem vette-e be véletlenül valaki más gyógyszereit”. Paul Lester (The Guardian) szerint a Gangnam Style csupán egy sematikus eurodance-dal, a The Village Voice pedig ostobaságnak nevezte.
2012 novemberében a digitális kislemez dupla platina minősítést kapott az Egyesült Államokban, miután több mint 2 000 000-szor vásárolták meg.

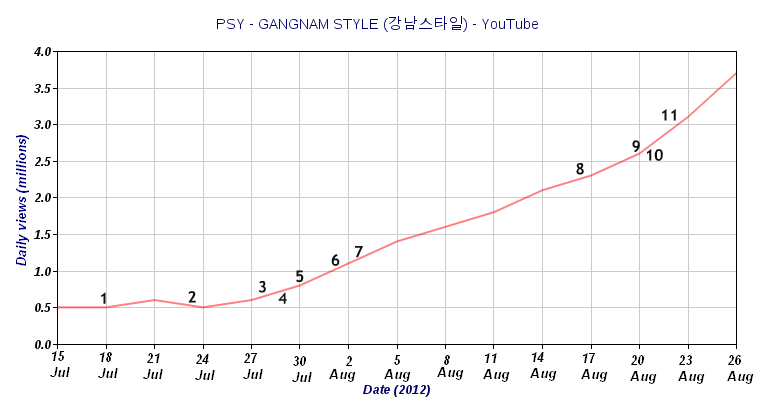
A Gangnam Style első mérföldkövei:
1 Az első nevezetes említés 2012. július 18-án.
2 Az első nevezetes paródia Simon és Martina Stawskitól, július 23.
3a Július 28-án megosztja a Reddit.
3b Robbie Williams megosztja a videót, július 28.
3c Az első nevezetes európai említés a finn Ilta-Sanomat magazinban, július 28.
4 T-Pain megosztja a videót Twitteren, július 29.
5 A Gawker is megosztja, július 30.
6 Andrew Sullivan brit politikai elemző ír róla a The Daily Beast-ben, augusztus 1.
7 Leközli a CNN és a The Wall Street Journal, augusztus 3.
8 Nelly Furtado előadja a dalt a Fülöp-szigeteki koncertjén, augusztus 16.
9 Psy előadja a dalt a Dodger Stadionban, augusztus 20-án. Ez az első fellépése az Egyesült Államokban.
10 Katy Perry megosztja a videót Twitteren, augusztus 21.
11 Psy részt vesz egy tévéműsorban a VH1 csatornán, augusztus 22-én. Az első amerikai televíziós megjelenés

## Hatása
Azon túl, hogy a Gangnam Style-ról szinte minden neves sajtóorgánum tudósított és minden idők legkedveltebb YouTube-videója lett, a klip globális ismertséget szerzett Psy-nak és a K-pop műfajának. A dal népszerűségét a koreai politikusok is kihasználták, a Reuters tudósítása szerint az elnökjelöltek is felhasználták a jellegzetes mozdulatokat a szavazók csábítása érdekében.
A Koreai Turisztikai Hivatal egynapos „Kangnam-túrákat” kezdett el szervezni, aminek keretében szépségszalonba, vásárolni és ebédelni viszik el a befizetőt, majd este kaszinóba és klubokba. Szeptember elején a Samsung bejelentette, hogy Psy lesz a cég új Zipel hűtőszekrénymárkájának a reklámarca. A reklámfilmben Psy és I Szunggi énekes a jellegzetes Gangnam Style-táncot járják el egy intelligens hűtőszekrény előtt.
A Gangnam Style népszerűségét látva a Justin Biebert felfedező Scooter Braun közzétett egy üzenetet Twitteren: „Hogy lehet, hogy nem szerződtettem le ezt a fickót?” Nem sokkal később Psy az Egyesült Államokba utazott, hogy találkozzon Bieber menedzsmentjével, szeptember 4-én pedig bejelentették, hogy szerződést írt alá Braun cégével.
Az első Gangnam Style-villámcsődületet a kaliforniai Pasadenában és Sydneyben tartották. Szeptember 12-én a New York-i Times Square-en gyűlt össze tömeg, akik a dalra táncoltak az ABC Good Morning America című műsorában. Ezeken kívül tartottak villámcsődületet még Argentínában, Indonéziában, Thaiföldön, Skóciában, Berlinben Varsóban, és Norvégiában is.
Számos sportoló is Psy stílusában ünnepelt, Edinson Cavani labdarúgó egy megnyert mérkőzés után járta el a Gangnam Style-t, Filip Peliwo kanadai teniszező pedig a montréali Davis-kupa során.
A Gangnam Sytle hatására több paródia is készült, a legelső az eatyourkimchi videója volt július 23-án. Olyan hírességek is előadták a táncot, mint Cody Simpson vagy Nelly Furtado. Az egyik legnépszerűbb paródia a koreai Trend Factory munkája, melyet a The Wall Street Journal az öt legviccesebb paródia között tart számon. Észak-Korea is feltöltött egy videót az egyik kormányzati portálra Jusin-stílus címmel, amiben az egyik dél-koreai elnökjelöltet, Pak Kunhjét ábrázolták a Gangnam Style-ból ismert lovaglópózban. Valamint elkészült a klingon nyelvű Star Trek-es paródia változat is. Magyarországon több paródia is készült, közülük a leghíresebb az Irigy Hónaljmirigy és a Pamkutya paródiája lett, melyek már túllépték a 2 milliós nézettséget, utóbbi az Artisjus Top 30-as magyar YouTube videó toplistáján 2012 őszén a 4. helyet foglalta el.

### Incidensek
Thaiföldön a Gangnam Style egy bandaháború főszereplője lett, két rivális banda a Gangnam-tánccal provokálta egymást, ami lövöldözésbe torkollott.
Szeptember közepén a 14 életmentő a kaliforniai El Montéban feltöltött egy videót Lifeguard Style címmel, amit a város uszodájában készítettek. A részmunkaidős életmentőket a város elbocsátotta, arra hivatkozva, hogy az alkalmazottaknak tilos a város tulajdonát saját célokra használniuk. A Facebookon csoport alakult az életmentők támogatására, néhány nap alatt több mint tizenegyezren csatlakoztak. Psy egy rádióinterjúban tragikusnak nevezte az esetet és úgy vélte, a városvezetés túlságosan komolyan vette a történteket. Szeptember 14-én Psy az MTV egyik műsorán keresztül üzent El Monte polgármesterének és kérte, hogy vegye vissza az életmentőket az állásukba.

## Slágerlista-helyezések
| Slágerlista (2012)                             | Legmagasabb helyezés |
| ---------------------------------------------- | -------------------- |
| Belgium (Ultratop 50 Flanders)                 | 34                   |
| Dánia (Tracklisten Top 40)                     | 4                    |
| Dél-Korea (Kaon digitális kislemez-lista)      | 1                    |
| Egyesült Királyság (Brit kislemezlista)        | 61                   |
| Finnország (Hivatalos finn slágerlista)        | 1                    |
| Hollandia (MegaCharts Single Top 100)          | 4                    |
| Hollandia (Dutch Top 40)                       | 12                   |
| Kanada (Canadian Hot 100)                      | 16                   |
| Svédország (DigiListan)                        | 28                   |
| USA Bubbling Under Hot 100 Singles (Billboard) | 15                   |
| USA (Billboard Korea K-Pop Hot 100)            | 1                    |
| USA iTunes Top 100 Songs                       | 1                    |
| Új-Zéland (RIANZ)                              | 12                   |

## Elismerések
- Legtöbbet megtekintett K-pop-videó a YouTube-on[120] – 2012. szeptember 1-jén a Girls’ Generation Gee című dalától vette el a címet.[121]
- A legkedveltebb YouTube-videó – 2012. szeptember 13-án az LMFAO Party Rock Anthem dalától vette át a vezetést Guinness-rekordot állítva fel egy héttel később.[120][122]
- Az első K-pop-dal, ami vezette a brit kislemezlistát – 2012. szeptember 30-án, 26 000 eladott példánnyal került a toplista élére.[123]
- A legtöbbet megtekintett videó a YouTube-on – 2012. november 24-én, Justin Bieber Baby című dalától vette át a címet.[124]
- Ötmilliárd megtekintés – 2023. december 30-án érte el.[125]

| Év   | Ország             | Város        | Díjátadó                | Díj                              | Eredmény | Forrás  |
| ---- | ------------------ | ------------ | ----------------------- | -------------------------------- | -------- | ------- |
| 2012 | Németország        | Frankfurt    | MTV Europe Music Awards | Legjobb videóklip                | Elnyerte | [ 126 ] |
| 2012 | USA                | Los Angeles  | American Music Awards   | New Media Honoree                | Elnyerte | [ 127 ] |
| 2012 | Kína               | Hongkong     | Mnet Asian Music Awards | Legjobb videóklip                | Elnyerte | [ 128 ] |
| 2012 | Kína               | Hongkong     | Mnet Asian Music Awards | Az év dala                       | Elnyerte | [ 128 ] |
| 2012 | Dél-Korea          | Szöul        | Melon Music Awards      | Legjobb dal                      | Elnyerte | [ 129 ] |
| 2012 | Egyesült Királyság | N/A          | 4Music Video Honours    | Legjobb videó                    | Jelölve  | [ 130 ] |
| 2013 | USA                | Los Angeles  | People’s Choice Awards  | Kedvenc videóklip                | Jelölve  | [ 131 ] |
| 2013 | Franciaország      | Cannes       | NRJ Music Awards        | Az év legjobb nemzetközi dala    | Elnyerte | [ 132 ] |
| 2013 | Franciaország      | Cannes       | NRJ Music Awards        | Az év videóklipje                | Elnyerte | [ 132 ] |
| 2013 | Dél-Korea          | Kuala Lumpur | Golden Disk Awards      | Digitális nagydíj                | Elnyerte | [ 133 ] |
| 2013 | Dél-Korea          | Szöul        | Korean Music Awards     | Az év dala                       | Elnyerte | [ 134 ] |
| 2013 | Dél-Korea          | Szöul        | Korean Music Awards     | Legjobb dance & elektronikus dal | Jelölve  | [ 135 ] |
| 2013 | Egyesült Királyság | London       | NME Awards              | Legjobb dal a táncparkettre      | Jelölve  | [ 136 ] |
| 2013 | USA                | Los Angeles  | Kids' Choice Awards     | Kedvenc dal                      | Jelölve  | [ 137 ] |
| 2013 | USA                | Las Vegas    | Billboard Music Awards  | Top streamelt dal (videó)        | Elnyerte | [ 138 ] |
| 2013 | USA                | Las Vegas    | Billboard Music Awards  | Top rapdal                       | Jelölve  | [ 139 ] |
| 2013 | USA                | Las Vegas    | Billboard Music Awards  | Top dance-dal                    | Jelölve  | [ 140 ] |
| 2014 | Monaco             | Monte Carlo  | World Music Awards      | A világ legjobb dala             | Elnyerte | [ 141 ] |
| 2014 | Monaco             | Monte Carlo  | World Music Awards      | A világ legjobb videója          | Jelölve  | [ 142 ] |

## Fordítás
- Ez a szócikk részben vagy egészben  a   Gangnam Style című angol Wikipédia-szócikk fordításán alapul.  Az eredeti cikk szerkesztőit annak laptörténete sorolja fel. Ez a jelzés csupán a megfogalmazás eredetét és a szerzői jogokat jelzi, nem szolgál a cikkben szereplő információk forrásmegjelöléseként.